# ميتيكاس (إففويا)
ميتيكاس (Μύτικας) هي مدينة في إففويا في مقاطعة كينتريكي إلادا في اليونان.